# Халинга
Халинга (рум. Halânga) — село у повіті Мехедінць в Румунії. Входить до складу комуни Ізвору-Бирзій.
Село розташоване на відстані 271 км на захід від Бухареста, 5 км на північний схід від Дробета-Турну-Северина, 97 км на північний захід від Крайови.

## Населення
За даними перепису населення 2002 року у селі проживали 834 особи, усі — румуни. Усі жителі села рідною мовою назвали румунську.